# Рубка
Ру́бка (от на нидерландски: roef – каюта) – покрито съоръжение със специално предназначение на палубата на надводен плавателен съд или на палубата на надстройка. Ширината ѝ трябва да е видимо по-малка от ширината на корпуса на плавателния съд. Може да бъде команден пункт, пункт за управление на бойните постове, за управление на системите и приборите за управление на кораба, оръжието или техническите средства на кораба. В зависимост от предназначението има следните видове рубки: бойна, ходова, рулева, щурманска, хидроакустическа, радиорубка и др.
Рубките са оборудвани с апаратура, прибори и технически средства, съответстващи на функционалното им предназначение, а също така и със средства за връзка с главния команден пункт на кораба или централния команден пункт.